# Brachycephalus curupira
Brachycephalus curupira é uma espécie de anfíbio da família Brachycephalidae, encontrada no município de São José dos Pinhais, no Paraná, Brasil.
Suas características marcantes são o seu diminuto tamanho, com no máximo dez milímetros, e o hábito de coaxar durante o dia, algo que não é comumente visto nas espécies de anfíbios. Também possuem desenvolvimento direto, não passando pela fase larval aquática.
Foi descrita no dia 27 de julho de 2017 na revista científica PeerJ, por um grupo de cinco pesquisadores. Seu nome é uma referência à figura folclórica Curupira e à dificuldade de localização dos indivíduos a partir de sua vocalização. Ainda não foi categorizada pela União Internacional para a Conservação da Natureza (IUCN), porém os pesquisadores a classificam como espécie deficiente de dados.

## Taxonomia
A espécie foi descrita no dia 27 de julho de 2017 na revista científica PeerJ pelos pesquisadores Luiz F. Ribeiro, David C. Blackburn, Edward L. Stanley, Marcio R. Pie e Marcos R. Bornschein. Foi descoberta como pertencente ao gênero Brachycephalus após o diagnóstico do trato osteológico, sendo detectadas uma redução na falange, uma cintura escapular arciferal na qual as procoracoides ossificadas e as cartilagens epicoracoidais são fundidas na clavícula, no coracoide e na escápula, com a supraescápula expandida com o cleitro proeminente e ausência do esterno. Ainda foi classificada como pertencente ao clado da Brachycephalus pernix, por ter um corpo bufoniforme e ausência de osteodermos. Para se determinar a especiação, foram feitos exames morfológicos, detectando-se uma série de características únicas, e após as análises no gene mitocondrial 16S. O holótipo foi encontrado no distrito de Malhada, em São José dos Pinhais, no Brasil, a uma altitude de 1 120 metros, no dia 15 de novembro de 2012, consistindo em um macho adulto. Os demais indivíduos foram encontrados na mesma cidade, entre 2012 e 2016, consistindo em seis machos e três fêmeas.
A espécie mais próxima filogeneticamente é a Brachycephalus izecksohni, porém a que é mais parecida morfologicamente é a B. brunneus, entretanto esta é mais próxima da B. leopardus.
Seu nome científico é uma referência à figura do folclore brasileiro Curupira, que é o protetor das florestas e possui cabelo vermelho e os pés virados para trás, e que fica invisível e produz sons para confundir aqueles que caminham em suas florestas, fazendo alusão à dificuldade dos pesquisadores em encontrar os machos a partir de sua vocalização.

## Distribuição e conservação
Atualmente, o único local onde a espécie é conhecida é na cidade de São José dos Pinhais e entorno, habitando 3 tipos de biomas: florestas nubladas, florestas montanhosas e florestas secundárias. Possui uma estimativa de distribuição de 2 211 hectares e é bastante abundante, chegando a ter um indivíduo a cada 2 e 3 metros quadrados nos locais mais povoados. Sua distribuição está fortemente associada à espécie de bambu Chusquea sp.. Apesar de ser abundante e de possuir uma vocalização ativa durante o dia, é difícil de se achar, por estar na maior parte das vezes camuflada em folhas caídas no chão. Em sua área de ocorrência, foram encontradas plantações, minas de granito, áreas residenciais e estradas, que, junto com atitudes como construções de linhas de transmissão, extração de madeira e incêndios florestais, podem ameaçar a espécie e a biodiversidade local. Porém, a maior ameaça é o cultivo de Pinus sp., que pode aumentar a área de rochas expostas nas florestas, o que impede a recuperação desta, e ainda diminui a qualidade do solo e afeta o microclima da região. Por causa disso e pela falta de informações concretas de sua expansão, os pesquisadores a consideram como espécie deficiente de dados. Após a descoberta da espécie, são contabilizadas 34 espécies como pertencentes ao gênero Brachycephalus e 1 045 espécies de anfíbios que podem ser encontradas no Brasil.

## Descrição e ecologia

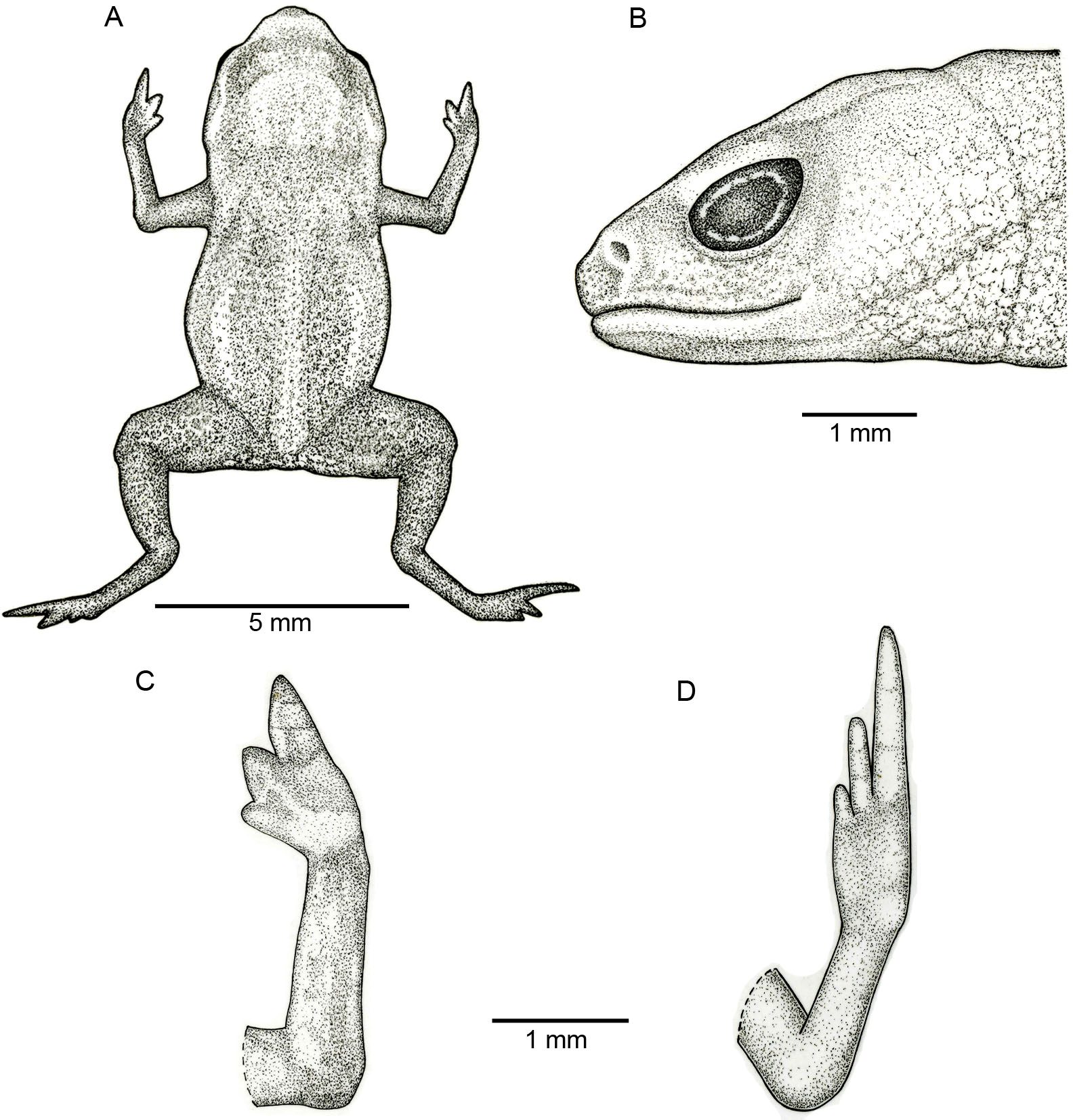
Desenho representando o holótipo. (A) Visão dorsal do corpo (B) Visão lateral da cabeça (C) Visão da mão direita (D) Visão do pé direito

Possui de 8,3 a 10,4 milímetros de comprimento, com a cabeça correspondendo a 34% do tamanho. O focinho é pequeno e seu comprimento é quase igual ao do olho, aparentando ser arredondado quando visto ventral e lateralmente. As narinas são protuberantes e direcionadas anteroventralmente, o canthus rostralis não é perceptível e os lábios são próximos ao sigmoide. A região loreal é ligeiramente côncava e os olhos são protuberantes. A membrana timpânica é imperceptível. Sua língua é tão grande quanto seu corpo e a parte posterior não é fixada na parte inferior da boca e a coana é relativamente pequena e arredondada. Seus membros são relativamente finos, com os superiores maiores que os inferiores. Seu corpo é liso, devido à falta de osteodermos, com exceção da parte lateral e ventral das coxas, que possuem glândulas pequenas e circulares ou ovais. Do ponto de vista osteológico, é bastante semelhante aos outros indivíduos do gênero. Possui menos dedos do que outras espécies.
Apresenta coloração marrom em todo seu corpo, havendo alguns indivíduos com alguns pontos amarelos sobre o ventre e um X fraco e escuro sobre a região anterior do dorso. Sua íris é preta com pontos dourados.
A espécie é bastante resistente ao frio e se alimenta de invertebrados que vivem no chão, como ácaros, aranhas e formigas. Em um dos espécimes analisados foi encontrado um grande isópode, que geralmente são consumidos pelos anfíbios do gênero. Possuem desenvolvimento direto e não sabem nadar nem pular. Coaxam durante o dia, diferente do comumente vistos em espécies de anuros.